# Роде, Себастьян
Себастьян Роде (нем. Sebastian Rode; род. 11 октября 1990, Зехайм-Югенхайм, Гессен) — немецкий футболист, полузащитник.

## Клубная карьера

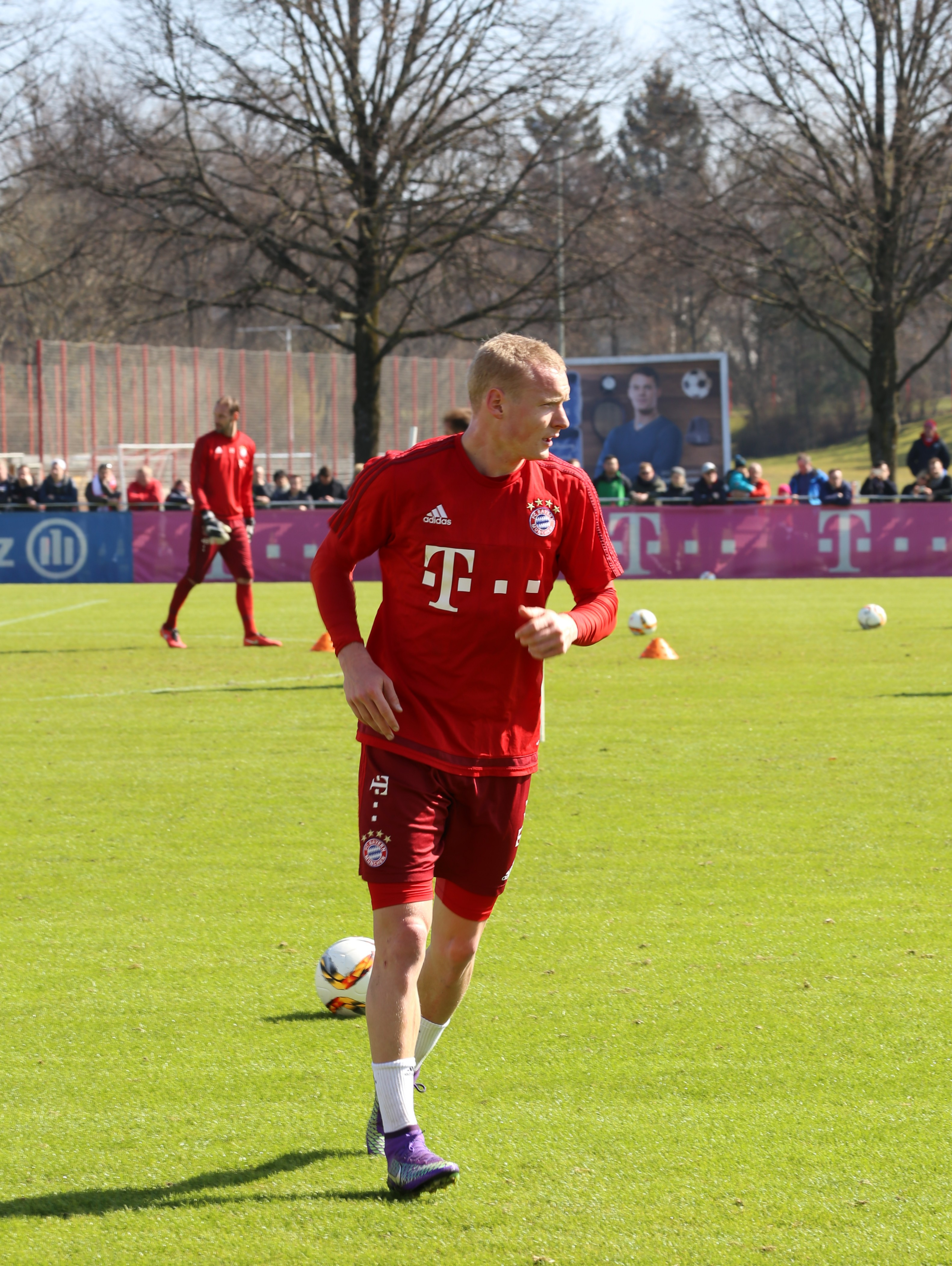
Роде на тренировке «Баварии»

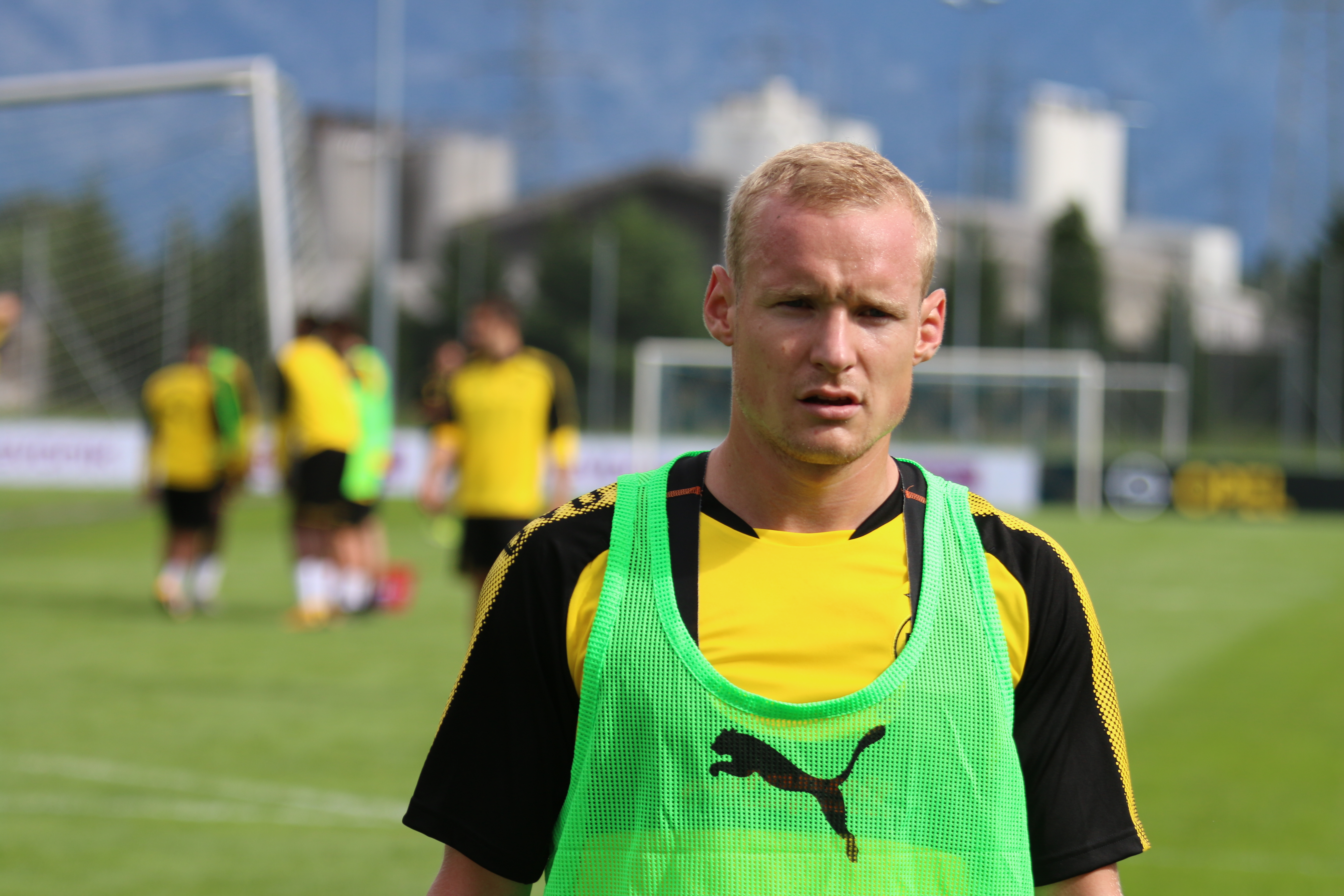
Роде на тренировке «Боруссии»

Роде посещал футбольные школы «СКВ Хенлайн», «Алсбаха», «Виктории Грисхайм», «Дармштадт 98» пока в 2005 году не поступил в футбольную академию «Киккерс». В сезоне 2008/09 он начал проводить тренировки с основным составом. 7 марта 2009 года в поединке против «Айнтрахата» из Брауншвейга, Себастиан дебютировал за «Киккерс», выйдя на замену в конце матча. В сезоне 2009/10 в матче против «Ян Регенсбург», Роде забил свой первый гол, который помог его команде добиться ничьей.
В сезоне 2010/11 подписал контракт до 2014 года с клубом Бундеслиги, «Айнтрахтом». 21 января 2011 года Роде дебютировал за «Айнтрахт», в поединке против «Гамбурга». 24 апреля 2011 года Себастьян забивает свой первый гол за новый клуб в ворота «Баварии» и помогает своей команде добиться сенсационной ничьи, 1-1. Сезон 2011/12 во второй Бундеслиги, Роде проводит очень уверенно забивая 2 гола в 33 матчах. Его усилия помогают «Айнтрахту» вернуть в элиту, а сам Себастьян становится одним из лидеров команды. В межсезонье Роде хотят приобрести несколько именитых немецких клубов, но полузащитник остается верен «Айнтрахту».
14 апреля 2014 года Роде подписал предварительный контракт с мюнхенской «Баварией», в которую он должен перейти по окончании сезона. 22 августа в поединке против «Вольфсбурга» Себастьян дебютировал за новый клуб, заменив во втором тайме Роберта Левандовски. Первый гол за «Баварию» Роде забил 22 ноября 2014 года в матче против «Хоффенхайма». 10 декабря в поединке Лиги чемпионов против московского ЦСКА Себастьян забил гол. В составе Баварии Роде дважды стал чемпионом и завоевал Кубок Германии.
6 июня 2016 года Роде перешёл в дортмундскую «Боруссию» за 12 млн евро. Контракт рассчитан до 2020 года. 27 августа в матче против «Майнц 05» он дебютировал за новую команду. 17 сентября в поединке против «Дармштадт 98» Себастьян забил свой первый гол за «Боруссию». В своём дебютном сезоне он помог клубу выиграть Кубок Германии.
В начале 2019 года Роде на правах аренды вернулся в франкфуртский «Айнтрахт». 19 января в матче против «Нюрнберга» он дебютировал за новый клуб. По окончании срока аренды команда выкупила трансфер игрока. В 2022 году Роде помог клубу выиграть Лигу Европы.

## Международная карьера
В 2013 году в составе молодёжной сборной Германии Роде принял участие в молодёжном чемпионате Европы в Израиле. На турнире он сыграл в матчах против Нидерландов, Испании и России.

## Достижения
«Бавария»
- Чемпион Германии (2): 2014/15, 2015/16
- Обладатель Кубка Германии: 2015/16

«Боруссия» (Дортмунд)
- Обладатель Кубка Германии: 2016/17

«Айнтрахт»
- Победитель Лиги Европы УЕФА: 2021/22